# Запруддя (притока Яршівки)
Запруддя (біл. Запруддзе) — струмок у Білорусі, у Воложинському районі Мінської області, лівий приток річки Яршівки (басейн Німана). Довжина 2,2 км. Починається за 0,8 км на північний захід від села Гляї, впадає в Яршівку на схід від села Заріччя. На всьому протязі каналізований.